# هيكارو هنادا
هيكارو هنادا (باليابانية: 花田 光) مواليد 12 سبتمبر 1958، هو مؤدي أصوات ياباني.

## أعمال
- المحقق كونان
- إيرغو بروكسي
- إينوياشا
- جونجو رومانتيكا
- البدلة المتنقلة جاندام سيد ديستني
- سيكاي-ايتشي هاتسوكوي

## وصلات خارجية
- هيكارو هنادا على موقع IMDb (الإنجليزية)
- هيكارو هنادا على موقع قاعدة بيانات الفيلم (الإنجليزية)
- هيكارو هنادا على موقع ANN person (الإنجليزية)